# Seznam polkov Hrvaške vojske
Seznam polkov Hrvaške vojske.

## Pehotni
- 11. polk HV
- 17. polk HV

## Artilerijski
- 9. protioklepni raketni artilerijski polk HV
- 12. artilerijski polk HV

## Komunikacijski
- 40. komunikacijski polk HV

## Domobranski
- 1. domobranski polk (Hrvaška)
- 2. domobranski polk (Hrvaška)
- 3. domobranski polk (Hrvaška)
- 4. domobranski polk (Hrvaška)
- 5. domobranski polk (Hrvaška)
- 6. domobranski polk (Hrvaška)
- 7. domobranski polk (Hrvaška)
- 8. domobranski polk (Hrvaška)
- 9. domobranski polk (Hrvaška)
- 10. domobranski polk (Hrvaška)
- 11. domobranski polk (Hrvaška)
- 12. domobranski polk (Hrvaška)
- 13. domobranski polk (Hrvaška)
- 14. domobranski polk (Hrvaška)
- 15. domobranski polk (Hrvaška)
- 16. domobranski polk (Hrvaška)
- 17. domobranski polk (Hrvaška)
- 109. domobranski polk (Hrvaška)
- 116. domobranski polk (Hrvaška)
- 119. domobranski polk (Hrvaška)
- 125. domobranski polk (Hrvaška)
- 134. domobranski polk (Hrvaška)
- 138. domobranski polk (Hrvaška)
- 143. domobranski polk (Hrvaška)
- 154. domobranski polk (Hrvaška)
- 156. domobranski polk (Hrvaška)